# 1941
1941 (MCMXLI) je bilo navadno leto, ki se je po gregorijanskem koledarju začelo na sredo.

## Dogodki

### Januar
- 14. januar – Faye Dunaway
- 19. januar - začetek britanske ofenzive v Etiopiji in Eritreji
- 20. januar - Japonska nastopi kot posrednik v francosko-tajskem sporu
- 26. januar - začetek britanske ofenzive v Somaliji
- 30. januar - Tajska in Indokina skleneta premirje
- 31. januar – Jessica Walter

### Februar
- 3. februar - Tretji rajh ponovno postavi Pierra Lavala za predsednika vlade v okupirani Vichyjski Franciji.
- 6. februar - Erwin Rommel postane poveljnik Nemškega afriškega korpusa.
- 12. februar - nastop nemških oklepnih enot pod Rommlovim poveljstvom v Libiji (operacija Sonnenblumen).
- 23. februar - Glenn Theodore Seaborg izolira in odkrije plutonij.
- 25. februar - na Nizozemskem se vrstijo stavke v podporo aretiranih Judov.
- 26. februar - britanske afriške kolonialne enote zavzamejo Mogadiš

### Marec
- 1. marec:
  - Francoske svobodne sile zasedejo Kufro.
  - Bolgarija podpiše trojni pakt.
- 2. marec - Wehrmacht sporazumno vkoraka v Bolgarijo.
- 4. marec - britanski komandosi izvedejo uspešen napad na Lofote - pričetek akcij na Norveškem.
- 11. marec - ZDA sprejmejo Lend-Lease Act, ki opredeljuje pomoč zaveznikom v obliki vojaškega materiala v zameno za uporabo vojaških baz na evropskem ozemlju.
- 24. marec - Erwin Rommel prične z ofenzivo v Cirenajki.
- 25. marec - Jugoslavija pristopi k trojnemu paktu.
- 26. marec - Britanska vojna mornarica premaga italijansko v bitki pri rtu Matapan.
- 27. marec - puč v Jugoslaviji: regent Pavel Karađorđević mora v izgnanstvo, na oblast pride sedemnajstletni Peter II. Karađorđević.
- 30. marec - ZDA zasežejo nemške ladje zasidrane v ameriških vodah.

### April
- 5. april:
  - Britanska vojska osvobodi Adis Abebo.
  - Jugoslavija in ZSSR podpišeta prijateljski in nenapadalni pakt
- 6. april:
  - Nemško-italijansko-bolgarski napad na Jugoslavijo (operacija 25).
  - Nemčija vdre v Grčijo.
- 10. april:
  - Britanska vojska zasede Massauo.
  - razglašena Neodvisna država Hrvaška.
- 12. april - Beograd kapitulira.
- 13. april - ZSSR in Japonska podpišeta pakt o nevtralnosti.
- 14. april - Tretji rajh postavi zasedbeno oblast na Štajerskem in Gorenjskem.
- 17. april - s kapitulacijo Kraljevine Jugoslavije se konča aprilska vojna.
- 18. april - Italija uvede zasedbeno oblast v Ljubljanski pokrajini.
- 21. april - Grška vojska kapitulira v Epiru in Makedoniji.
- 26. april - Adolf Hitler obišče Maribor.
- 27. april:
  - v Ljubljani je ustanovljena Osvobodilna fronta.
  - Atene kapitulirajo.
- 30. april - začetek britanskega umika iz Grčije.

### Maj
- 2. maj - protibritanski upor v Iraku
- 3. maj - Italija priključi Ljubljansko pokrajino k svojemu ozemlju.
- 5. maj - Haile Selassie I. prispe v osvobojeno Adis Abebo (danes Dan osvoboditve v Etiopiji).
- 9. maj - Francija in Japonska podpišeta ozemeljski sporazum v Tokiju.
- 11. maj - Rudolf Hess prebegne na Škotsko.
- 12. maj - Konrad Zuse predstavi Z3, prvi popolnoma samodejni programirljiv računalnik.
- 18. maj:
  - Bolgarija priključi grško in jugoslovansko Makedonijo k svojem ozemlju.
  - Italija in Neodvisna država Hrvaška podpišeta ozemeljski sporazum.
- 19. maj:
  - Italijanske enote se predajo v Etiopiji.
  - Ho Ši Minh ustanovi Ligo za neodvisnost Vietnama.

- 20. maj - nemške sile izvedejo letalsko-padalski desant na Kreto - pričetek bitke za Kreto.
- 24. maj - nemška bojna ladja Bismarck potopi križarko HMS Hood; začetek velike britansko-nemške pomorske bitke v severnem Atlantiku.

- 27. maj:
  - Združene države Amerike razglasijo neomejeno izredno stanje
  - britanske bojne ladje potopijo Bismarck; umre 2.300 članov posadke.
- 28. maj:
  - britanska vojska se začne umikati s Krete.
  - grški kralj in vlada se umakneta v Kairo.

### Junij
- 2. junij - Vichyjska Francija sprejme drugi Statut o Judih.
- 8. junij:
  - prične se britansko-golistična ofenziva v Siriji.
  - ZDA prevzamejo britanska oporišča na Islandiji.
- 12. junij - države Commonwealtha, Svobodna Francija, Belgija, Nizozemska, Poljska, Grčija, Češkoslovaška in Jugoslavija podpišejo izjavo o medsebojni pomoči.
- 14. junij - ZDA zamrznejo nemški in italijanski kapital.
- 15. junij - Neodvisna država Hrvaška pristopi k trojnemu paktu.
- 16. junij - Tretji rajh in Turčija podpišeta sporazum o nenapadanju.
- 22. junij:
  - Tretji rajh in Romunija napadeta ZSSR; začetek operacije Barbarossa
  - ustanovitev glavnega poveljstva slovenskih partizanskih čet.
- 26. junij - Finska napade ZSSR.
- 27. junij:
  - Madžarska napade ZSSR.
  - ustanovitev glavnega štaba NOPO Jugoslavije.
- 30. junij:
  - Italija in Slovaška napadeta ZSSR.
  - Vichyjska Francija prekine diplomatske stike z ZSSR.

### Julij
- 2. julij - Japonska vpokliče milijon moških v vojsko.
- 4. julij - CK KPJ sklene začeti vstajo.
- 5. julij - Wehrmacht prodre do Dnepra.
- 12. julij - ZSSR in Združeno kraljestvo v Moskvi podpišeta sporazum o vzajemni pomoči.
- 16. julij - Tretji rajh priključi Luksemburg k svojemu ozemlju.
- 26. julij - ZDA blokirajo japonski kapital v odziv na japonsko okupacijo Francoske Indokine.
- 28. julij - Japonske enote se izkrcajo v Kočinčini.
- 29. julij - Japonska in Vichyjska Francija podpišeta sporazum o skupni obrambi Indokine.
- 30. julij - ZSSR in poljska vlada vzpostavita diplomatske stike.
- 31. julij - Hermann Göring ukaže Reinhardu Heydrichu pripravo načrtov za »dokončno rešitev« judovskega vprašanja v Evropi.

### Avgust
- 1. avgust - ZDA in ZSSR podpišeta sporazum o sodelovanju.
- 5. avgust - ustanovljen Cankarjev bataljon na Pogrošarjevi plani nad Vodiško planino.
- 6. avgust - Italijani ustanovijo Prostovoljno protikomunistično milico oz. MVAC v Sloveniji.
- 9. avgust - Začetek srečanja Franklin Roosevelt-Winston Churchill v zalivu Placentia, ki se konča s podpisom atlantske listine.
- 25. avgust - Združeno kraljestvo in ZSSR napotita svoje enote v Iran.

### September
- 3. september - Romunija priključi Bukovino k svojemu ozemlju.
- 8. september - Wehrmacht prične z obleganjem Leningrada.
- 16. september - Iranski šah Reza Pahlavi se odpove prestolu v korist svojega sina
- 17. september - britanske in sovjetske enote zasedejo Teheran.
- 19. september - Wehrmacht zasede Kijev.
- 24. september:
  - v Londonu se ustanovi Francoski državni svet
  - ZSSR pristopi k paktu Združenih narodov
- 25. september - Wehrmacht prične ofenzivo na Krim.
- 27. september - Sirija in Libanon razglasita pravico do neodvisnosti, a francoske enote ostanejo.
- 29. september - ZDA in Združeno kraljestvo obljubita pomoč Sovjetski zvezi na prvi moskovski konferenci.

### Oktober
- 2. oktober - začetek bitke za Moskvo
- 4. oktober - ZDA prekinejo dobavo nafte Japonski.
- 9. oktober - zrušitev pronemškega režima v Panami.
- 16. oktober - Hideki Tojo sestavi novo japonsko vlado.
- 17. oktober - pokol v Kraljevu.
- 21. oktober - pokol v Kragujevcu.

### November
- 11. november - ZDA razširijo Lend-Lease Act na Svobodno Francijo.
- 12. november - temperature okoli Moskve padejo na -12 °C in Sovjetska zveza prvič uporabi smučarske enote proti zmrzujočim nemškim enotam v okolici mesta.
- 15. november - Wehrmacht okupira celoten Krim razen Sevastopola
- 18. november - britanska Osma armada prične prodirati proti obleganemu Tobruku na severnoafriški fronti (operacija Crusader).
- 25. november:
  - Bolgarija, Danska, NDH, Finska, Romunija in Slovaška pristopijo k antikominterskemu paktu.
  - vpoklic španskih, francoskih, belgijskih in nizozemskih prostovoljcev za boj proti komunizmu.
- 27. november:
  - osvobojena celotna Etiopija.
  - mraz in sovjetske sile ustavijo nemški prodor proti Moskvi.

### December
- 4. december - Poljska in ZSSR podpišeta pogodbo o prijateljstvu in vzajemni obrambni pomoči
- 6. december - začetek sovjetske protiofenzive pri Moskvi.

- 7. december:
  - Združeno kraljestvo napove vojno Finski, Madžarski in Romuniji.
  - Japonska napade ameriško pomorsko oporišče Pearl Harbor.
- 8. december:
  - Združene države Amerike vstopijo v drugo svetovno vojno in skupaj z Združenim kraljestvom napovejo vojno Japonski.
  - Japonske enote se izkrcajo na Tajskem, v Maleziji in na severni obali Luzona.
  - Kitajska napove vojno Japonski.
- 9. december:
  - japonske enote se izkrcajo na otočju Gilbert.
  - Svobodna Francija napove vojno Japonski.
- 10. december:
  - japonske enote se izkrcajo na otoku Guam.
  - japonsko vojno letalstvo potopi britanski bojni ladji HMS Prince of Wales in HMS Repulse.
- 11. december - Tretji rajh in Italija napovesta vojno ZDA.
- 12. december - Indija napove vojno Japonski.
- 14. december - Tajska podpiše zavezništvo z Japonsko.
- 15. december - Irska se razglasi za nevtralno.
- 16. december - Začetek nemškega umika pred Moskvo.
- 17. december - Japonske enote se izkrcajo na severni obali Bornea.
- 19. december:
  - Adolf Hitler postane Oberkommando der Heeres (vrhovni poveljnik nemške kopenske vojske).
  - Združeno kraljestvo dvigne starostno mejo vojaške obveznosti na 51 let; prične se novačenje žensk v vojsko.
- 20. december - Japonska zasede Mindanao.
- 21. december - Japonske enote se izkrcajo v zalivu Lingayen.
- 22. december - v vasi Rudo (Bosna in Hercegovina) je ustanovljena 1. proletarska brigada.
- 24. december:
  - Francoske svobodne sile se izkrcajo v Saint Pierre in Miquelonu
  - Japonska zasede otok Wake.
- 25. december - Hong Kong kapitulira.
- 26. december:
  - ZDA, Združeno kraljestvo in Kitajska podpišejo sporazum o vojaškem sodelovanju.
  - Britanski komandosi napadejo norveško pristanišče Vågsøy in prisilijo Hitlerja da okrepi obrambo območja.
- 28. december - japonske enote se izkrcajo na Sumatri.

## Rojstva
- 5. januar - Hajao Mijazaki, japonski režiser in animator
- 14. januar - Milan Kučan, slovenski politik, državnik
- 21. januar - Plácido Domingo, španski tenorist
- 26. januar - Scott Glenn, ameriški filmski igralec
- 7. februar - James Roger Prior Angel, ameriški astronom
- 16. februar - Kim Džong Il, severnokorejski voditelj († 2011)
- 16. marec - Bernardo Bertolucci, italijanski režiser († 2018)
- 26. marec - Richard Dawkins, britanski biolog
- 27. marec - Ema Prodnik, slovenska pevka († 2023)
- 13. april - Neda Pagon, slovenska sociologinja († 2020)
- 30. maj - James Rachels, ameriški filozof († 2003)
- 12. junij - Chick Corea, ameriški pianist († 2021)
- 24. junij - Julia Kristeva, bolgarsko-francoska filozofinja
- 4. julij - Tomaž Šalamun, slovenski pesnik († 2014)
- 20. avgust - Slobodan Milošević, srbski politik († 2006)
- 1. september - Mijo Lončarić, hrvaški jezikoslovec in dialektolog († 2023)
- 10. september - Stephen Jay Gould, ameriški biolog († 2002)
- 28. december - Elza Budau, slovenska besedilopiska, pesnica in pisateljica

## Smrti
- 4. januar - Henri-Louis Bergson, francoski filozof, Nobelovec (* 1859)
- 11. januar - Emanuel Lasker, nemški šahist, matematik in filozof (* 1868)
- 13. januar - James Augustine Aloysius Joyce, irski pisatelj (* 1882)
- 28. februar - Alfonz XIII., španski kralj (* 1886)
- 13. april - Annie Jump Cannon, ameriška astronomka (* 1863)
- 6. maj - Kuki Šuzo, japonski sodobni filozof (* 1888)
- 7. maj - James George Frazer, škotski socialni antropolog in religiolog (* 1854)
- 4. junij - kajzer Viljem II., pruski kralj in nemški cesar (* 1859)
- 26. julij - 
  - Henri Léon Lebesgue, francoski matematik (* 1875)
  - Benjamin Lee Whorf, ameriški antropolog in lingvist (* 1897)
- 7. avgust - Rabindranath Tagore, indijski (bengalski) pesnik in filozof, Nobelovec (* 1861)
- 8. november - Gaetano Mosca, italijanski pravnik in politični teoretik (* 1858)
- 18. november - Walther Hermann Nernst, nemški fizik in kemik (* 1864)
- 2. december - Edward Śmigły-Rydz, poljski politik, državnik in maršal Poljske (* 1886)
- 11. december - Charles Émile Picard, francoski matematik (* 1856)
- 24. december - Janez (Ivan) Kranjc, slovenski duhovnik in mučenec (* 1914)
- 29. december - Tullio Levi-Civita, italijanski matematik (* 1873)

## Nobelove nagrade
Nobelovih nagrad zaradi vojne niso podelili.